# Hochland
Hochland (Hochland SE) — германский производитель продуктов питания, один из крупнейших частных производителей сыра в Европе. Штаб-квартира компании расположена в Хайменкирхе, в регионе Алльгой.

## История
Ядром компании Hochland была оптовая компания Allgäuer-Emmentaler Bonifaz Kohler KG, основанная в 1880 году в Госхольце. В 1927 году Георг Саммер вместе со своим шурином Робертом Райхом основал сыроварню Hochland в Госхольце недалеко от Линденберга. Первым продуктом был блок плавленого сыра Эмменталь весом 2 кг. В 1931 году штаб-квартира компании была перенесена в Хайменкирх. Первый крупный скачок роста начался с появлением супермаркетов после Второй мировой войны. Принцип самообслуживания требовал новых ассортиментов и упаковки, которые соответствовали бы акции. Hochland была одной из первых компаний, которая подтвердила это утверждение. Например, на рост Hochland сильно повлиял рост дискаунтеров. С тех пор Hochland, Reich и Summer & Co. KG превратились в крупнейшего частного производителя и переработчика сыра в Германии.
Чтобы не стать слишком зависимыми от отдельных дискаунтеров, в 1960-е годы всё больше открывались зарубежные рынки. Hochland является официальным партнёром и поставщиком сыра McDonald’s в Германии с 1973 года. Швейцарский производитель сыра Fromalp, который был приобретён в 2006 году, был продан в 2010 году компании Emmi. В январе 2017 года компания Hochland приобрела американского производителя сливочных сыров Franklin Foods Inc. В 2016 году компания Hochland была третьим по величине производителем сливочного сыра в США с объёмом продаж около 140 миллионов долларов США.

## Деятельность
Hochland является лидером на рынке плавленых сыров в Германии с долей рынка 22 % (по состоянию на 2008 год). В 2017 году объём продаж составил около 348000 тонн. Подразделение Hochland представлено французским производителем Fromagerie Henri Hutin (FHH), который был приобретён в 1978 году. В дополнение к своему основному бренду Valbrie, FHH также производит частные торговые марки. Дистрибуцией и распространением сыра Hochland под частными торговыми марками занимается дочерняя компания Bonifaz Kohler GmbH.
С 1974 года плавленные сыры производятся также дочерней компанией Natec.
В 2015 году компания Hochland основала компанию E.V.A. GmbH, которая производит веганские альтернативы сыру и молочным продуктам. Производственные мощности расположены в городах Оберройте и Хергатц. Продукция реализуется под торговым обозначением «Simply V». «Simply V», в свою очередь, является лидером рынка в Германии с долей 61 %.

## Локации
Кроме Хейменкирха, есть и другие населённые пункты, некоторые с производственными мощностями, в Шонгау (Германия), Дье-сюр-Маас (Франция), Барселоне (Испания), Казмеже, Венгруве и Познани (Польша), Бухаресте, Сигишоаре и Совате (Румыния), в Раменском районе, Прохоровке, а с конца 2017 года — и в Белинском (Россия). Дочерние компании в Амоле (Иран) и Украине были ликвидированы.
В 2008 году компания Hochland приобрела компанию Grünland-Käsereiwerke в Кемптене (Алльгой), включая все права на бренд «Grünländer», который в то время занимал второе место в рейтинге продаж всех брендов в сегменте твёрдых и полутвёрдых сыров Германии. В конце 2010 года завод был поглощён компанией Hochland. Только 6 из 80 сотрудников завода в Кемптене были приняты на работу на заводах в Шонгау и Хайменкирхе.
Hochland контролируется компанией HOCHLAND Holding GmbH & Co. KG, которая принадлежит семьям основателей и базируется в Хайменкирхе.

## Бренды
Бренды производителя:
- Almette
- Grünländer (поглощение этого бренда вместе с ликвидированным сыроваренным заводом Grünland в Кемптене)
- Hochland
- Patros
- Valbrie
- Gervais
- Simply V

Частные торговые марки (частично зонтичные бренды, другие сорта выпускаются другими производителями):
- Roi de Trefle, Brie (Aldi Süd; продюсер Fromagerie Henri Hutin)
- Couronne (Plus; также из FHH)
- Alpenmark (Aldi Süd), Schmelzkäse (Aldi Nord)
- Hofmaier
- Devinos (Aldi Süd)
- Devina (Aldi Nord)
- Milbona (Lidl)
- Mitakos (Penny)
- Hofburger (Aldi)
- Gutes Land (Netto Marken-Discount)

## Критика
В 2020 году компания Hochland получила отрицательную награду Goldener Windbeutel за бренд Grünländer. Критике подвергся рекламный слоган «Молоко от коров на свободном выгуле» (нем. «Milch von Freilaufkühen»), обозначающий коров в коровниках и упаковку с натуральным дизайном. Компания отказалась принять приз, в том числе на том основании, что в рекламном слогане говорилось о неприменении привязи и о том, что животные могут передвигаться по коровнику. После предупреждения Ассоциации социальной конкуренции компания Hochland объявила, что с 2022 года больше не будет рекламировать Grünländer с «коровами свободного выгула» и «зелёными душами».